# 十七烷
十七烷是一種有機化合物，一種化學式為C17H36的烷烴。十七烷有24894個同分異構體。
有最多支链的十七烷是四叔丁基甲烷，不过由于空间位阻，它被认为不存在。实际上，据信它是最小的不可能被合成的烷烃。 

## 外部連結
- List of plant species containing heptadecane, Dr. Duke's Phytochemical and Ethnobotanical Databases